# Greater London Authority

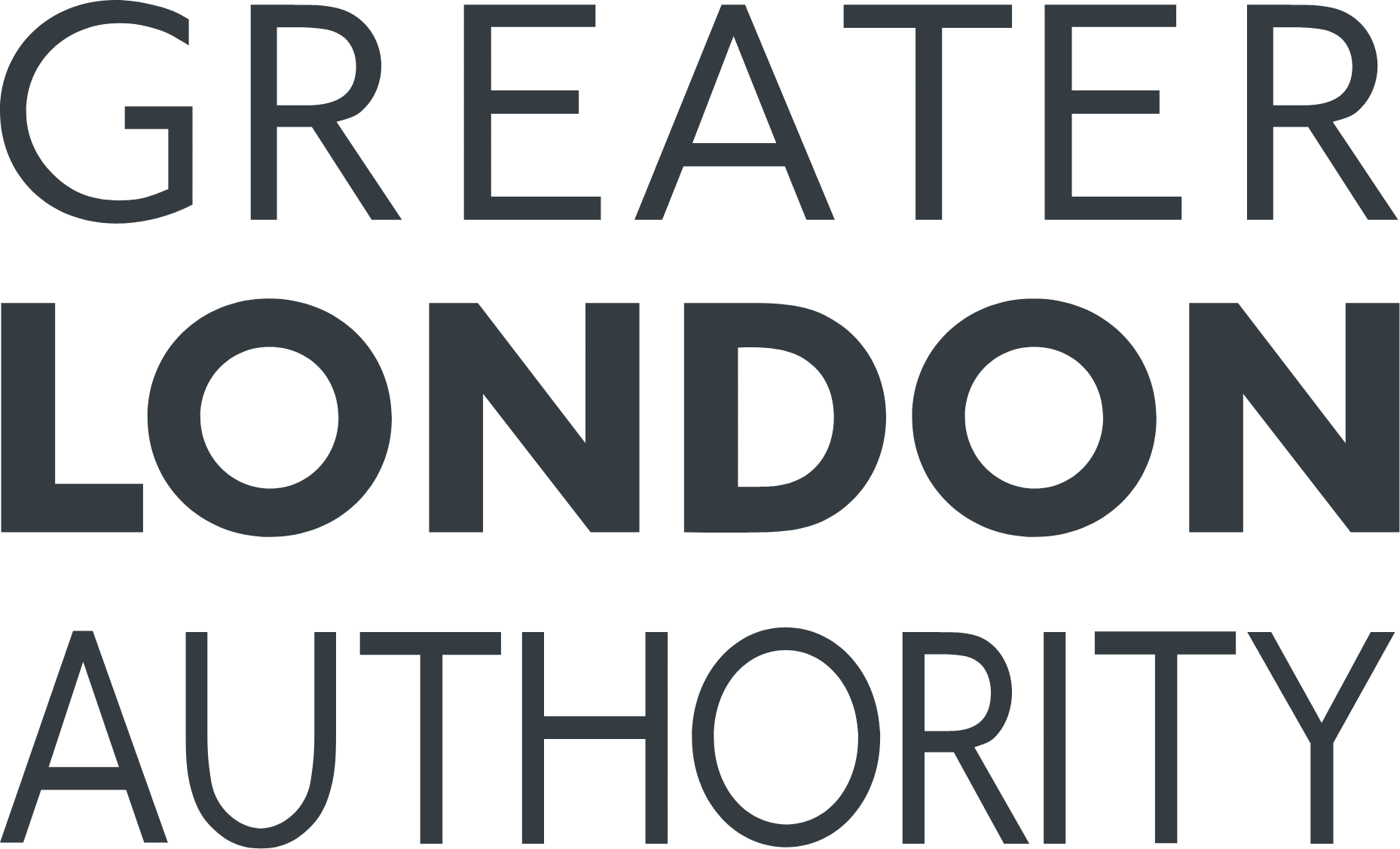
Logo

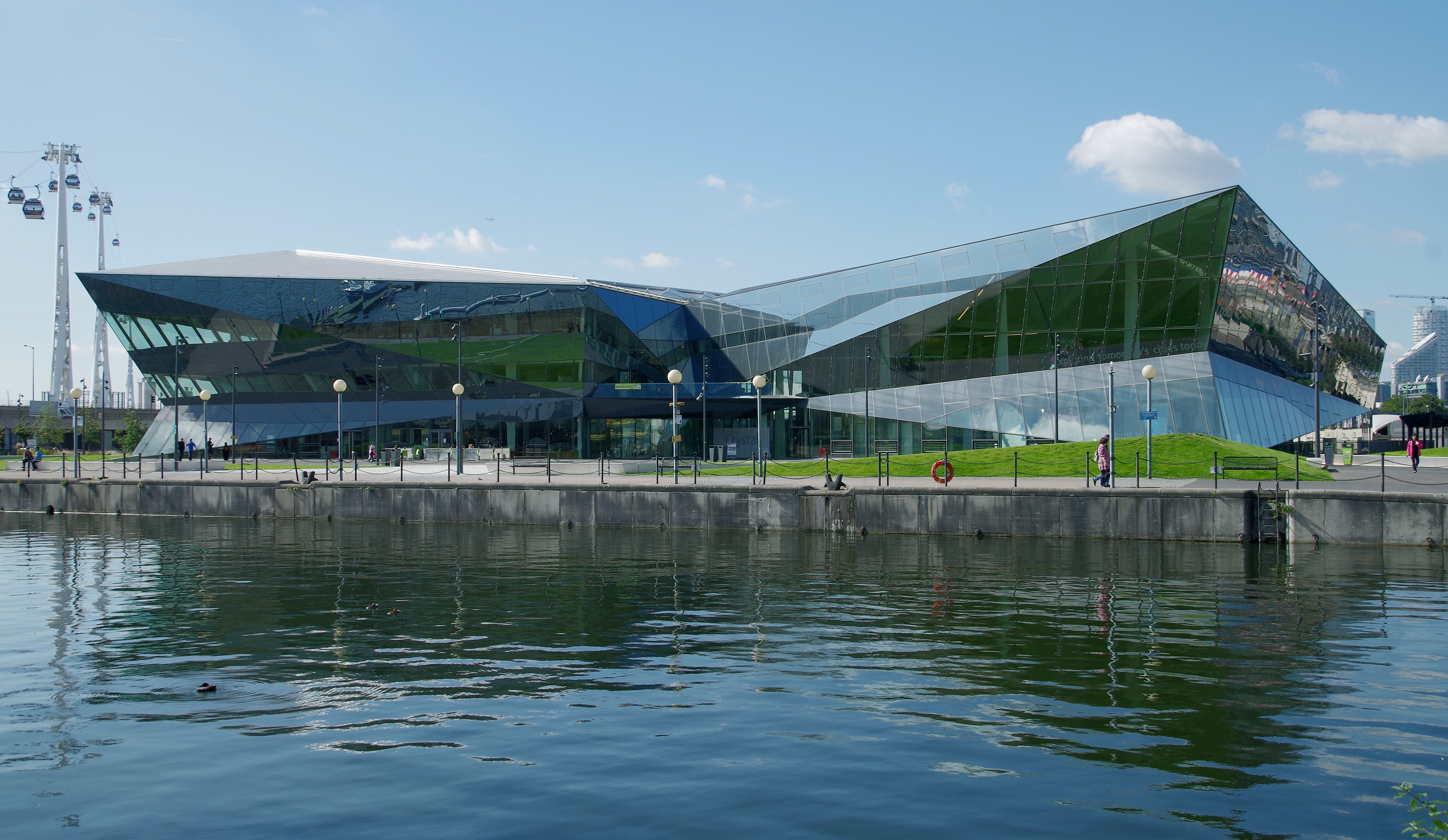
Sitz der Greater London Authority: The Crystal Building in Silvertown

Die Greater London Authority (GLA) verwaltet die Region Greater London, d. h. den zentralen Bezirk sui generis City of London sowie 32 London Boroughs, zu denen auch der zentrale Bezirk City of Westminster gehört. 

## Geschichte
Die neue Verwaltungsbehörde begann ihre Tätigkeit am 3. Juli 2000 und besteht aus dem direkt gewählten Mayor of London (Oberbürgermeister) und der London Assembly (dem Stadtparlament) mit 25 Mitgliedern. Die GLA war bis Anfang 2022 in der neu erbauten City Hall am Südufer der Themse untergebracht, gleich neben der Tower Bridge. Sie zog dann aber ins The Crystal Building, Silvertown, London Borough of Newham um. Der aktuelle Mayor of London ist Sadiq Khan.
Grundlage dieser Behörde ist der Greater London Authority Act 1999, welcher vom britischen Parlament nach einem am 7. Mai 1998 im künftigen Anwendungsgebiet abgehaltenen (bei einer geringen Wahlbeteiligung von 34,1 % mit einer Zustimmungsrate von 72 %) befürwortendem Referendum verabschiedet wurde.
Die neue Organisation ersetzt zum größten Teil ihre Vorgängerin, den Greater London Council (GLC). Der GLC wurde 1986 von der Premierministerin Margaret Thatcher abgeschafft, angeblich wegen Ineffizienz, aber wohl auch, weil die Labour Party meist die Mehrheit besaß. Die Kompetenzen der GLC wurden teils an die Stadtbezirke übertragen, teils direkt der Zentralregierung. Auslöser der Entscheidung dürfte der damalige GLC-Vorsitzende Ken Livingstone (später auch Mayor vom 4. Mai 2000 bis zum 4. Mai 2008) gewesen sein, der sie mit populistischen Themen und Ausgaben für Sozialprogramme ärgerte. Die GLA wurde geschaffen, um die Koordination zwischen den verschiedenen Stadtbezirken wieder zu verbessern. Das Amt des Mayor of London wurde geschaffen, um einen Repräsentanten für die ganze Stadt zu haben. Der Mayor setzt die politischen Tagesgeschäfte fest, erstellt das Budget und erteilt Ratschläge an die Verkehrs- und Planungsbehörden der Hauptstadt. Die Hauptaufgaben der London Assembly sind die Überwachung des Mayors, das Führen von Untersuchungen, das Ändern des Budgets sowie das Unterbreiten von Vorschlägen. Obwohl die GLA weniger Macht als ihre Vorgängerin GLC hat, besitzt sie Kompetenzen, die die GLC niemals hatte. So kann sie zum Beispiel die Mitglieder der Aufsichtsbehörde der Stadtpolizei (Metropolitan Police) ernennen.
Die GLA ist nicht zu verwechseln mit der City of London Corporation und dem Lord Mayor of London. Diese kontrollieren als Bezirksverwaltung lediglich die City of London. Während die GLA eine moderne Verfassung besitzt, ist die Struktur der politischen Behörden der City seit dem Mittelalter unverändert geblieben, woraus sich für diesen Bezirk im gesamten Vereinigten Königreich einmalige jahrhundertealte Befugnisse ableiten wie z. B. die theoretisch vom britischen Parlament nicht antastbare Steuerfreiheit und die von Greater London unabhängige City of London Police.